# Sandra Kogut
Sandra Kogut (Rio de Janeiro, 5 de fevereiro de 1965) é uma cineasta e documentarista brasileira.

## Biografia
Sandra Kogut nasceu na cidade do Rio de Janeiro em 1965. Estudou filosofia e comunicações na Pontifícia Universidade Católica do Rio de Janeiro.
É especializada em vídeo-arte e documentários, sendo seu trabalho caracterizado por experimentos de edição não-linear, abordando temas que visam criar alguma intervenção no espectador, em relação a questões sociais. Atualmente é também comentarista do programa Estúdio I, na Globonews. 
É irmã da jornalista Patrícia Kogut.

## Longas-Metragens
- Mutum[2] (2007)
- Três Verões (2020)